# Josefa Ordóñez
Josefa Ordóñez, född 1728, död efter 1792, var en mexikansk skådespelare, företagare och kurtisan.
Hon var född i en skådespelarfamilj i Spanien och gifte sig med en violinist. Josefa Ordóñez anlände till Mexiko med sin familj 1743 och engagerades vid Nuevo Coliseo-teatern i Mexico City. Hon blev en av teaterns främsta aktörer och en firad scenkonstnär, och utnämndes även till scenproducent, en ovanlig ställning för en kvinna. Vid sidan av sin scenkarriär drev Josefa Ordóñez även ett illegalt kasino med spritservering, som frekventerades av den mexikanska adeln. 
Hon var omtalad som kurtisan och hade en rad uppmärksammade förbindelser med medlemmar av den mexikanska aristokratin. Under 1760-talet ställde Josefa Ordóñez till med en skandal genom att hon levde som en adelsdam offentligt och flirtade med guvernören på en tjurfäktning. En skandalskrift utgavs som utpekade henne som kurtisan. Josefa Ordóñez anmäldes till inkvisitionen som inte kunde bevisa att hon var prostituerad men dömde henne som ett dåligt moraliskt föredöme till förvisning. 
Josefa Ordóñez tilläts återvända 1770, men kunde inte återuppta sin scenkarriär utan tvingades leva på ett underhåll från sin make.